# Pasko Miličevićs torg

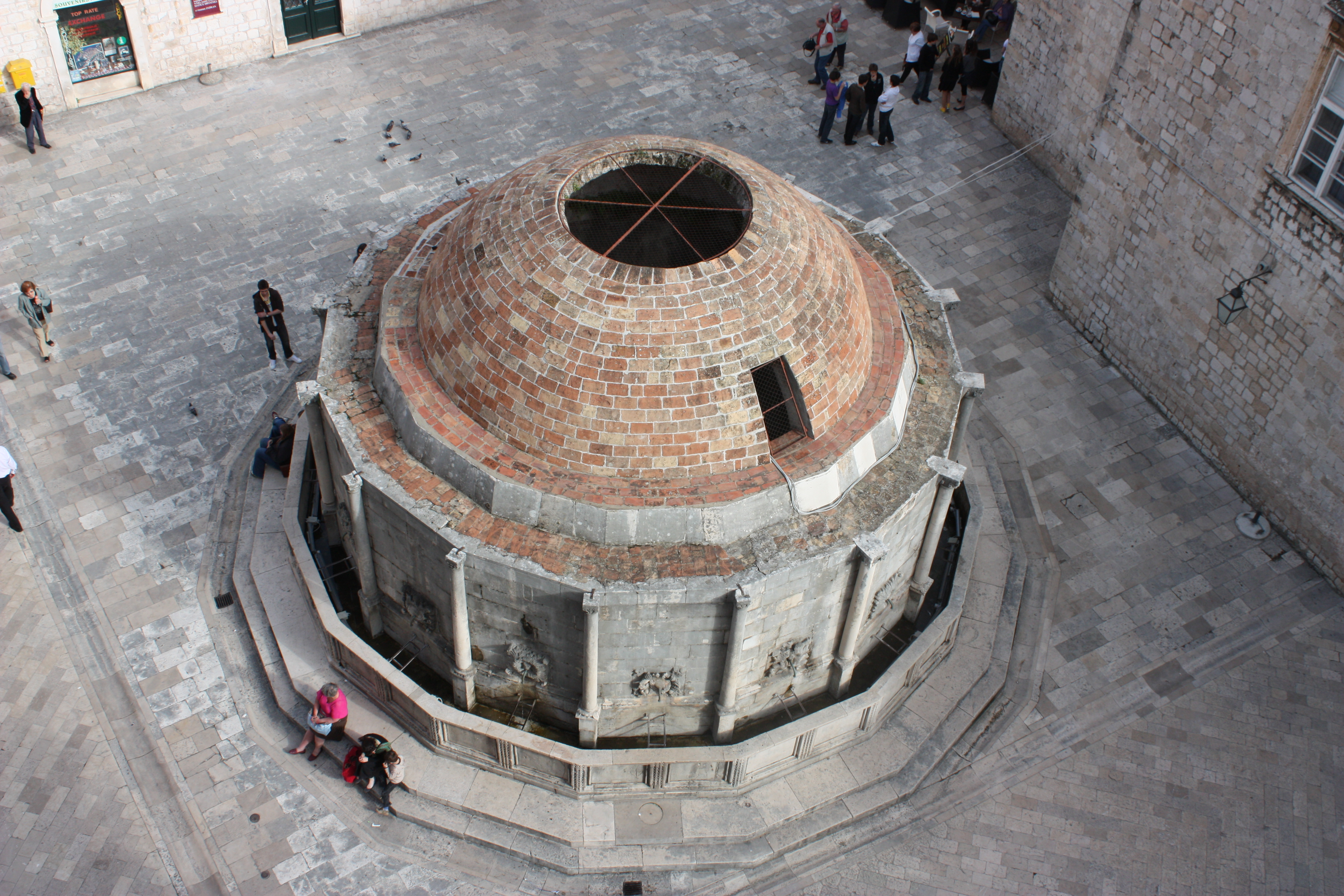
På torgets centrala del ligger Onofrios stora fontän.

Pasko Miličevićs torg (kroatiska: Poljana Paska Miličevića) är ett torg i Dubrovnik i Kroatien. Torget ligger vid huvudgatan Straduns början i den västra delen av Gamla stan. Det är uppkallat efter den forna republiken Dubrovniks chefsarkitekt Paskoje Miličević där Pasko är ett smeknamn för arkitekten. 
Vid Pasko Miličevićs torg ligger flera för Dubrovnik och Gamla stan tongivande byggnader och det är det första torget besökare kommer till sedan de kommit in i Gamla stan via dess främsta stadsport, Pileporten. 

## Byggnadsverk och anläggningar
- Franciskanklostret
- Helige Frälsarens kyrka
- Onofrios stora fontän
- Sankta Klaras kloster

### Fotnoter
1. ↑  Ina-Maria Greverus, Regina Romhild och Gisela Welz, "The Mediterraneans: Reworking the Past, Shaping the Present, Considering the Future"  (ISBN 3825861147), s. 133